# Палич, Авдо

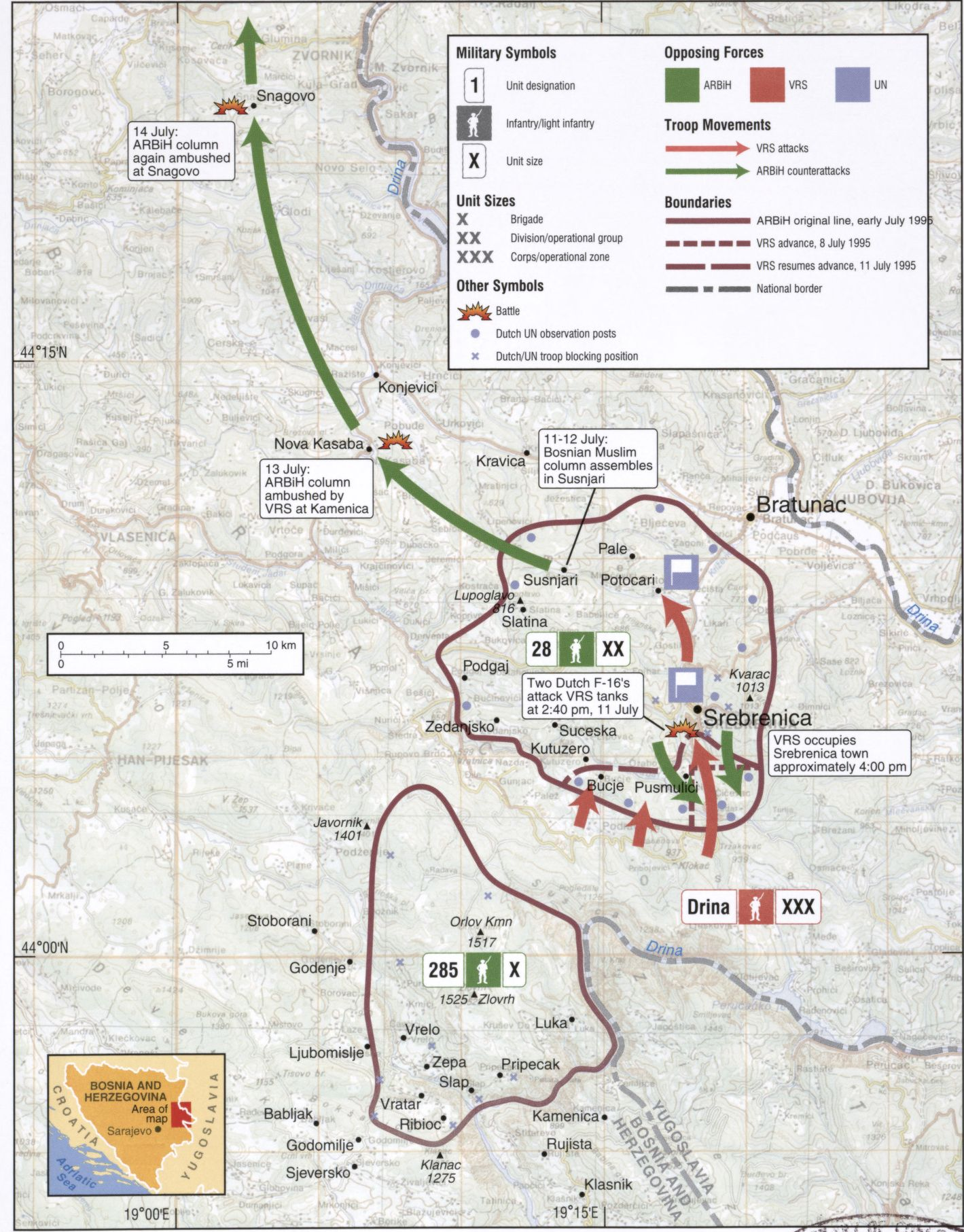
Положение мусульманских анклавов в Сребренице и Жепе по состоянию на 11 июля 1995 года

Авдо Палич (босн. Avdo Palić; 4 апреля 1958—5 сентября 1995?) — полковник Армии Боснии и Герцеговины, командующий боснийскими силами в Жепском анклаве во время боснийской войны. Во время наступления сербов на Жепу в июле 1995 года 285-я бригада 28-й дивизии под командованием Авдо Палича сумела оказать продолжительное сопротивление сербам, а также затянуть переговоры о капитуляции. Этим отвлечением сербских войск воспользовался Хорватский совет обороны, захватив Гламоч и Грахово и перерезав пути сообщения между Республикой Сербской и Республикой Сербская Краина и тем самым подготовив уничтожение Краины.
Авдо Палич получил известность своим исчезновением. По версии боснийской стороны, 27 июля 1995 Авдо Палич был взят в плен после того, как он отправился на встречу с СООНО и Ратко Младичем на переговоры о капитуляции Жепы. Палича якобы видели в августе 1995 года в лагере для военнопленных в городе Биелина.

## До войны
Авдо Палич родился в деревне Кривача (город Хан-Пьесак) на северо-востоке Боснии и Герцеговины в боснийской семье. Палич был выпускником югославской военной академии и до войны он служил артиллерийским офицером в Югославской Народной Армии. Во время учёбы в Сараево, познакомился со своей будущей женой Эсмой из Жепы. До войны Палич жил в городке Власеница, где работал учителем в местной школе.

## Война
29 марта 1992 года Авдо и Эсма Палич приехали в Жепу, чтобы посетить родственников. В начале апреля (после начала боевых действий) он возглавил территориальную оборону Жепы, а позже 285-ю лёгкую горную бригаду, входившую в состав 28-й дивизии Насера Орича. Под командованием Палича Жепский анклав являлся плацдармом, используемый мусульманами для вылазок и нападения на сербов. ООН 6 мая 1993 года провозгласило Жепу «зоной безопасности». Расположившиеся в Жепе украинские миротворцы ценой своих жизней охраняли мусульманское население анклава и беженцев из Центральной Боснии и Сребреницы, и контролировать соблюдение договора о прекращении огня, которые провокативно нарушались и армией БиГ и сербскими вооруженными формированиями. Сербы были вынуждены постоянно отвлекать часть сил на блокаду Жепы. Согласно распоряжению штаба армии БиГ находящиеся в анклаве вооруженные формирования БиГ должны были силой отобрать вооружение украинских миротворцев и использовать их в качестве живого щита на случай захвата Жепы подразделениями Боснийско-Сербской армии. После падения Сребреницы мусульманскими и сербскими войсками были захвачены в заложники украинские миротворцы в Жепе. Однако командованию украинского контингента в отличие от голландского батальона в Сребренице удалось избежать гибели миротворцев и мирного населения в Жепе и обеспечить проведение операции по эвакуации более 9000 человек в Центральную Боснию. Ключевую роль в бескровном спасении населения Жепы сыграл полковник ВС Украины Николай Верхогляд.

## Расследование
В декабре 2006 года возобновилась деятельность комиссии по расследованию насильственного исчезновения Авдо Палича, однако попытки обнаружить останки и выяснить обстоятельства его насильственного исчезновения не дали результатов.

## Фильм «Эсма»
Авдо Палич был женат на Эсме Палич, у пары было две дочери: обе были рождены во время войны. Его жена и дочери в настоящее время проживают в Сараево.
На международном фестивале документального кино в Киеве под названием «Праздник неповиновения: женские судьбы на экране», была показана 26-минутная кинолента боснийского режиссёра Алена Древлича «Esma». Сюжет фильма таков: «Героиня фильма Эсма уже несколько лет разыскивает своего мужа, полковника Авдо Палича. Он был похищен из лагеря ООН в Боснии, где проходили официальные переговоры между представителями сербско-боснийского конфликта. Утром Эсма собирает в школу своих дочерей, днем работает. Едва ли не каждый день ей сообщают по телефону об очередной найденной могиле. Она мчится на эксгумацию, но и в этой могиле останки не её мужа».